# Jan Józef Janicki
Jan Józef Janicki (ur. 1946 w Słomnikach) – polski duchowny rzymskokatolicki, profesor nauk teologicznych, nauczyciel akademicki Uniwersytetu Papieskiego Jana Pawła II w Krakowie.

## Życiorys
Pochodzi ze Słomnik w województwie małopolskim, w diecezji kieleckiej. W latach 1964–1970 odbył studia filozoficzno-teologiczne w Wyższym Seminarium Duchownym w Kielcach, zakończone przyjęciem święceń kapłańskich. Następnie w Pontificio Istituto Liturgico w Rzymie uzyskał licencjat teologii liturgii (1974), a w 1977 roku doktoryzował się. Stopień doktora habilitowanego uzyskał w 1993 na Akademii Teologii Katolickiej w Warszawie w oparciu o rozprawę Misterium Paschalne w Mszale Rzymskim Pawła VI. Studium liturgiczno-teologiczne euchologii okresu wielkanocnego. Postanowieniem Prezydenta RP z 16 listopada 2004 roku otrzymał tytuł profesora nauk teologicznych.
W 1997 roku został docentem w Papieskiej Akademii Teologicznej w Krakowie, trzy lata później objął stanowisko profesora nadzwyczajnego, zaś w 2011, już po przekształceniu w Uniwersytet Papieski Jana Pawła II, profesora zwyczajnego. Na uczelni tej pełni funkcję kierownika Katedry Historii Liturgii. Ponadto jest wykładowcą Akademii Muzycznej w Krakowie, gdzie również jest kierownikiem Katedry Historii Liturgii, a także Wyższego Seminarium Duchownego w Kielcach. Wcześniej pracował także w Wyższej Szkole Filozoficzno-Pedagogicznej „Ignatianum” w Krakowie.
Członek Polskiej Akademii Umiejętności (Wydział I Filologiczny; Komisja Filologii Klasycznej). Autor ponad 200 publikacji o charakterze naukowym i popularnonaukowym. Jego zainteresowania badawcze obejmują liturgię Kościoła starożytnego oraz życie religijno-liturgiczne parafii Małopolski.

## Publikacje
- Misterium Paschalne w Mszale Rzymskim Pawła VI: studium liturgiczno-teologiczne euchologii okresu wielkanocnego, Warszawa 1992
- Msza święta: liturgiczne ABC, Warszawa 1993
- U początków liturgii Kościoła, Kraków 2002
- Kultury antyczne w liturgii chrześcijańskiej, wydanie 2, poprawione i uzupełnione, Kraków 2007
- Święci chwałą Krakowa, Kraków 2010